# Самойлова Тетяна Євгенівна
Тетяна Євгенівна Самойлова (рос. Татьяна Евгеньевна Самойлова; 4 травня 1934, Ленінград, РРФСР, СРСР — 4 травня 2014, Москва, Росія) — радянська і російська акторка. Заслужена артистка РРФСР (1965). Народна артистка Російської Федерації (1992). 
Володарка головного призу Каннського кінофестивалю, після чого західні ЗМІ назвали її «російською Одрі Гепберн».

## Життя
Народилася в сім'ї відомого актора театру і кіно Євгенія Самойлова. У 1937 році сім'я Самойлових переїхала до Москви. У дитинстві Тетяна Самойлова займалася балетом, закінчила балетну студію при Московському академічному музичному театрі імені Станіславського і Немировича-Данченка.
У 1953 році вступила в Театральне училище імені Щукіна, де вчилася до 1956 року. Відразу після закінчення навчання зіграла одну з найзначніших своїх ролей в кіно — Вероніку в картині Михайла Калатозова «Летять журавлі» за п'єсою Віктора Розова «Вічно живі».
«Летять журавлі» став єдиним радянським фільмом, що отримав «Золоту пальмову гілку» Каннського кінофестивалю. Після тріумфу на Каннському фестивалі Тетяну Самойлову запросили до Голлівуду на роль Анни Кареніної, де її партнером мав стати Жерар Філіп, але керівники Держкіно не дали їй згоди на участь в голлівудському фільмі.
Після фестивалю Тетяна Самойлова повернулася до Москви, вступила в Державний інститут театрального мистецтва ім. А. В. Луначарського, після закінчення якого в 1958 році була прийнята в Московський театр драми імені Маяковського, потім перейшла в Державний академічний театр імені Є. Вахтангова, де працювала до 1960 року.
Зігравши після картини «Летять журавлі» лише в кількох фільмах, Тетяна Самойлова з 1964 року пропала з екранів. Протягом подальших трьох років вона взагалі не знімалася в кіно, але працювала в Театрі кіноактора, їздила на зустрічі з глядачами.
У 1967—1992 роках Самойлова була акторкою Театру-студії кіноактора, з 1994 року — Театру сучасної п'єси.
У 1967 році Тетяна Самойлова отримала роль Анни Кареніної в 16-й світовій екранізації романа Льва Толстого. Після «Анни Кареніної» про акторку знов заговорили. Французька газета «Вік-енд» писала: «Після перерви Самойлова знов з'явилася на екрані. Чудово складена, з ходою королеви, з теплим і променистим поглядом карих очей — це приваблива в усіх відношеннях Анна Кареніна».
Після успіху «Анни Кареніної» акторка чекала цікавих пропозицій від режисерів, але їх не послідувало. З середини 1970-х Тетяна Самойлова зовсім зникла з екрану. 
У 1990 році була почесним гостем 43-го міжнародного Каннського кінофестивалю, на якому вона була удостоєна Спеціальної премії за творчий внесок у мистецтво кіно.
У 1997 році Артур Заріковський зняв про Тетяну Самойлову документальний фільм «Трагічна пауза, або Татьянін день». 
У 2000 році актриса знов з'явилася на екрані в картині Олександра Атанесяна «24 години», в 2004 році вона промайнула в епізодах «Московської саги», «Далеко від Сансет бульвару» та ін. Одна з яскравих появ у кіно в новий час — у документальному фільмі Ренати Литвинової «Немає смерті для мене» (2000), в якому Самойлова розповідає про своє сьогоднішнє життя, самотність і розлуку із сином.

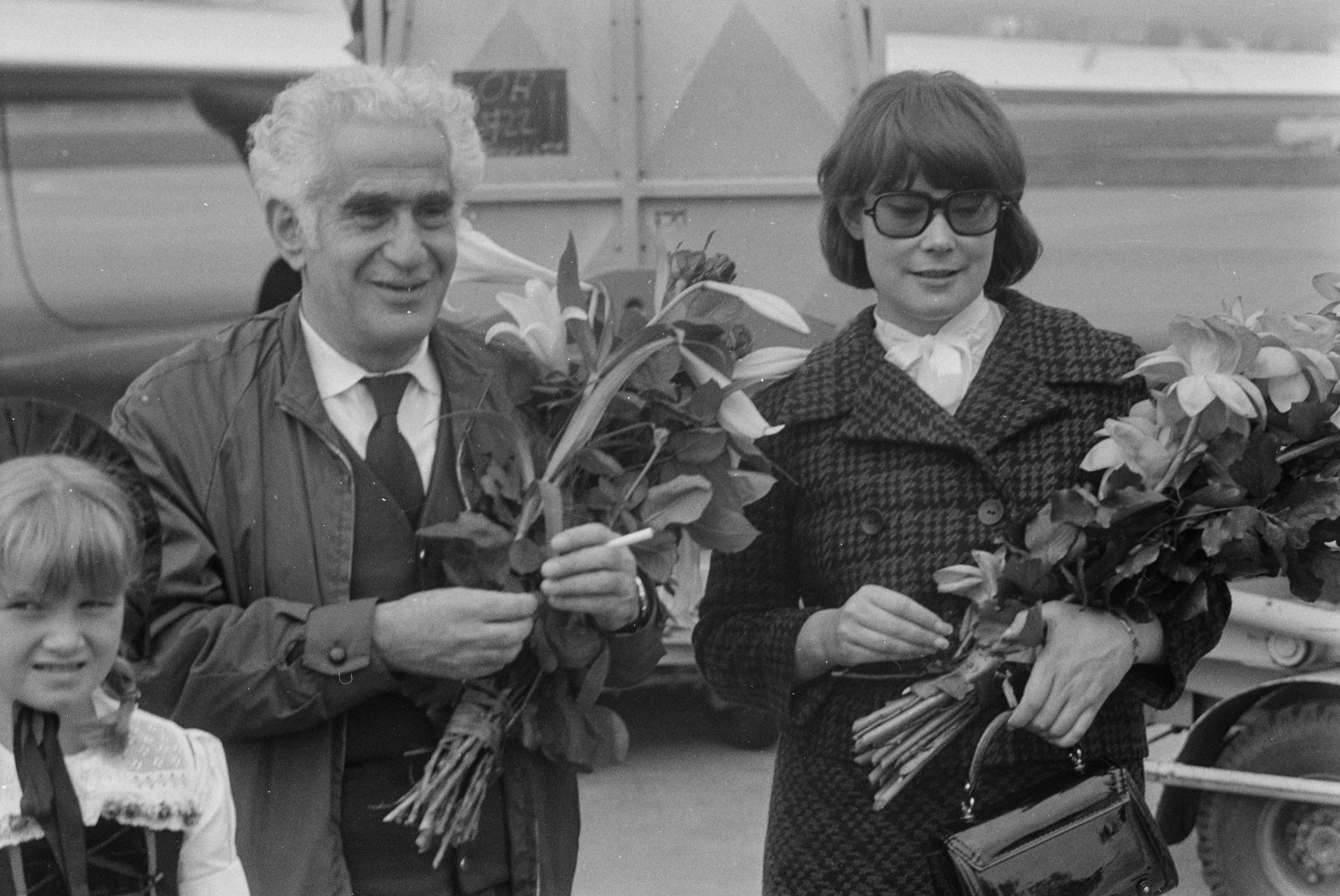
Тетяна Самойлова та режисер Олександр Зархі у Клотені у серпні 1968

Пішла з життя 4 травня 2014 року. Похована на Новодівочому цвинтарі.

### Особисте
Тетяна Самойлова була кілька разів одружена. 
- Першим чоловіком став актор Василь Лановий. Вони одружилися студентами і прожили разом чотири роки.
- У 1950-х роках Самойлова одружилася з письменником Валерієм Осіповим, з яким незабаром розлучилася.
- Третій чоловік — Едуард Машкович, адміністратор Театру-студії кіноактора. У 1969 році народила з ним сина Дмитра. Він живе в США, лікар-нейрохірург. Онука — Тетяна.

## Нагороди та відзнаки

Пам'ятник Тетяні Самойловій на Новодівичому кладовищі

- Нагороджена головним призом Каннського кінофестивалю «Золота пальмова гілка» за роль Вероніки у фільмі «Летять журавлі» (1958)
- Заслужена артистка РРФСР (26 листопада 1965) — За заслуги в галузі радянського кіномистецтва
- У 1990 році їй була присуджена Спеціальна премія 43-го міжнародного Каннського кінофестивалю
- Народна артистка Російської Федерації (10 червня 1992) — за великі заслуги в галузі кіномистецтва
- У 2002 році нагороджена премією російської Національної академії кінематографічних наук «Золотий Орел»
- Московський міжнародний кінофестиваль (2007) — Премія «За внесок у світовий кінематограф»[6]
- Орден Пошани (30 квітня 2009) — «За великий внесок у розвиток вітчизняного кінематографічного мистецтва»[7]

## Фільмографія
- «Мексиканець» (1955, Маріа)
- «Летять журавлі» (1957, Вероніка)
- «Ненадісланий лист» (1959, Таня)
- «Леон Гаррос шукає друга» (1960, Наташа, співачка; СРСР—Франція)
- «Альба Регія» (1961, Альба, радянська розвідниця; Угорщина)
- «Італійці браві хлопці»/ «Вони йшли на схід» (1964, Соня)
- «Я не хочу зніматися» (1967, камео)
- «Анна Кареніна» (1967, Анна Аркадіївна Кареніна)
- «Конкурс продовжується. Йоганн Себастьян Бах» (1971, фільм-спектакль; Анна Магдалена)
- «Місто на Кавказі» (1972, к/м, Надія)
- «Несподівані радощі» (1972, торговка, в якої купляють килим; Діана-мисливиця)
- «Довга дорога в короткий день» (1972, Катерина Золотаренко, дружина Нерчіна; Кіностудія ім. О. Довженка)
- «Повернення немає» (1973, Настя Шевцова )
- «Океан» (1974, Марійка, сестра Кукліна)
- «Діаманти для диктатури пролетаріату» (1975, Марія Миколаївна Оленецька, шифрувальниця)
- «Анна Карамазофф» / Anna Karamazoff (1991)
- «Мама» (1999, епізод)
- «24 години» (2000, Тамара Іванівна, мама братів Шаламових)
- «Московська сага» (2004, Тетяна Іванівна Плотнікова, професор)
- «Марс» (2004, епізод)
- «Далеко від Сансет бульвару» (2005, Лідія Сергіївна Полякова на старості)
- «Нірвана» (2008, Маргарита Іванівна)